# Hmar People’s Convention
Die Hmar People’s Convention (HPC) wurde 1986 als politische Partei gegründet. Bei den Hmar handelt es sich um einen der kleineren Stämme im Nordosten Indiens. Ein Vertreter, zum Gouverneur Braj Kumar Nehru vorgelassen, musste in den 1960ern erst erklären, wen er denn repräsentierte. Sie will Sprachrohr für die Rechte der teilassimilierten Angehörigen des Hmar-Stammes sein (Volkszählung 1991: 12.535 Angehörige). Unmittelbarer Anlass war, dass die beim Friedensschluss zwischen indischer Zentralregierung und der Mizo National Front (MNF) am 30. Juni 1986, die Selbstverwaltungswünsche der Hmar nicht berücksichtigt wurden. Ihre Hauptforderung besteht in der Schaffung eines autonomen Gebiets im Norden und Nordosten Mizorams.

## Bewaffneter Kampf
Aufgrund der ungeschickten Verhandlungsführung der Regierung des Staates Mizoram begann bereits im April 1987 der bewaffnete Aufstand. Die Bewegung gewann an Bedeutung, als man mit Naga-Kämpfern kooperierte. Im Jahre 1991 erreichten die Auseinandersetzungen ihren Höhepunkt.

### Waffenstillstand
1992 wurden von Staatsministern und HPC-Angehörigen Friedensgespräche aufgenommen. Nach neun Gesprächsrunden wurde am 27. Juli 1994 in Aizawl ein Abkommen unterzeichnet. Die wichtigsten Punkte sahen vor, dass die HPC ihre bewaffneten Aktivitäten einstellen sollte und befreundete Organisationen, wie NSNC und ULFA nicht weiter unterstützte. 308 Kader kapitulierten daraufhin. Familienangehörige gefallener HPC-Kämpfer hätten eine Entschädigung von der Regierung erhalten sollen. Weiterhin sollten Schutzmaßnahmen für die Kultur der Hmar getroffen werden. Ihr Lebensraum sollte als unter der indischen Verfassung besonders geschützte Schedule (Tribal) Area anerkannt werden. Vorgesehen war auch die Gründung des Sinlung Hills Development Council für regionale Entwicklung. Die Sprache der Hmar wird inzwischen auf dem Sekundarschulniveau verwendet. Bei der Umsetzung des Abkommens kam es jedoch bald zu Meinungsverschiedenheiten.

## Hmar People's Convention (Democracy)
Unzufriedene Mitglieder der wieder als politische Partei agierenden HPC, spalteten sich 1995 als Hmar People's Convention (Democracy) ab. Gefordert wird von diesen nun ein „Groß-Mizoram,“ das den gesamten Siedlungsraum des Stammes auch in den benachbarten indischen Bundesstaaten mit einschließen soll. Der bewaffnete Arm heißt seit 2003 Hmar Hnam Santu (englisch: Hmar Protection Cell). Als heutiger Militärchef gilt Laltuolien Hmar. Die Mannschaftsstärke wird regierungsseitig auf 100–150 geschätzt. Aktiv ist man hauptsächlich in den Distrikten Churachandpur und North Cachar Hills. Finanziert wird die Organisation durch Schutzgelder, die sie für illegalen Tropenholzeinschlag erhält. Zum anderen wird jedoch besonders in den USA für den „Schutz der christlichen Hmar“ gesammelt.
Widerstand wird nicht nur der Regierung geleistet, sondern auch gegen die Dima Halam Daoga (DHD) wird gekämpft, die die Interessen des Dimasa-Volkes vertritt. Besonders im Distrikt North Cachar Hills in Assam kam es zu Zusammenstößen. Am 16. Juni 2003 wurden von 70 Mann 50 Häuser im Ort Dipucherra angesteckt. Im Januar 2006 flohen etwa 1000 Stammesangehörige aus ihren Dörfern, als es zu Kämpfen zwischen der United National Liberation Front und HPC(D) in Thanlon und Parbung kam. Man leistet Widerstand gegen den Bau eines Damms im Siedlungsgebiet.
Zusammengearbeitet wird mit der NSCN und der Peoples Liberation Army (PLA). Seit Mai 2001 ist die Gruppe Mitglied der aus fünf Separatistenorganisationen bestehenden Dachorganisation Indigenous Peoples Revolutionary Alliance (IPRA).